# Michel Bouquet (pictor)
Michel Bouquet (n. 17 octombrie 1807, Lorient, Lorient Agglomération⁠(d), Franța – d. 18 ianuarie 1890, Paris, Franța) a fost un pictor francez.

## Date biografice
Până în anul 1830, Michel Bouquet a frecventat Universitatea Politehnică din Lorient. Elev al lui Theodore Gudin, el a început să picteze lucrări cu tematică marină și a debutat la Salonul Oficial din anul 1835, cu un tablou intitulat Vue prise à Lorient. Ulterior, el s-a dedicat peisagisticii pictând cu predilecție imagini din Bretania și a câștigat medalia de clasa a 3 - în anul 1839. După această expoziție, el a decis, la fel ca mulți alți artiști tineri seduși de lucrările lui Decamps și Prosper Marilhat, să facă o excursie în Orient. Bouquet a vizitat Sicilia, Grecia, Asia Mică, Constantinopolul, Moldova și Valahia, Ungaria, Algeria, făcând diferite desene și schițe după peisajele pe care le-a întâlnit în diferitele țări  pe care le-a vizitat. Schițele au stat la baza picturilor în ulei sau a pastelurilor pe care le-a realizat ulterior, lucrări care au fost mai apoi foarte apreciate de critica de artă.
Bouquet a vizitat Scoția și a expus pastelurile realizte în anul 1850. El nu a renunțat la reprezentarea în lucrările sale a locurilor din zona unde s-a născut. În anul 1845 a primit din partea Ministerului de Interne francez comanda de a picta un peisaj numit Vue de Lorient. În perioada 1853 - 1856 a expus cu greutate peisajele realizate în Normandia și Bretania. A câștigat medalia clasa a doua a Salonului Oficial din anul 1847 și din 1849. Ca pictor, el a reușit să surprindă în picturile sale efemeritatea momentelor inedite de lumină și umbră ce apar în natură. A fost un specialist în înfățișarea transparențelor acvatice, în efecte ale luminozității cerului și în verdeața rece a peisajului. Michel Bouquet a fost un colorist genial și s-a distins inclusiv în tehnica pastelului.
Artistul a publicat o mulțime de litografii, un album, în anul 1840 la Paris, cu douăsprezece plăci cu peisaje făcute pe vremea în care a vizitat principatele dunărene și două cărți referitoare la Scoția. Una dintre ele intitulată The Tourist's Ramble in the Highlands a fost publicată la Londra și cealaltă la Paris în anul 1852. El a făcut mai multe desene publicate în revista  l’Illustration cu peisaje din Scoția